# 唐通事
唐通事（とうつうじ）とは、江戸時代の長崎や薩摩藩、琉球王国などに置かれていた中国語の通訳のこと。単に通事とも表現され、一般的に、「通事」とは唐通事を指す。なお、オランダ語の通訳を阿蘭陀通詞（オランダ通詞、蘭通詞）と言い、「通詞」とは蘭通詞を指し、通事とは漢字の書き分けがなされた。但し、表記ゆれあるいは単なる誤記で「唐通詞」という表現もみられる。
長崎の唐通事を他所と明示的に分けて表現する場合は特に長崎唐通事と表現する場合がある。

## 概説
長崎においては、慶長9年（1604年）に在留明人の馮六官を唐通事に任じたのが初例とされ、以後日本語の出来る在留中国人とその子孫が一子相伝を原則として任じられた。唐通事は一般的には通訳業務を行うものを指すが、広義では他国を担当する通事やキリシタン取締、唐人の身辺処理などを行う日本人・中国人の担当官を広く含む場合があった。
初期の定員は不明だが、寛文12年（1672年）当時は大通事4人・小通事5人が定員で定員外として稽古通事として見習いが数名置かれた。その後、特に海舶互市新例によって信牌交付業務などが追加され、貿易品の価値鑑定など貿易統制への関与など、職務の拡大とともに定数が増やされ、文政7年（1824年）には82名に達した。また、現地の唐人社会においては指導的役割を果たし、唐僧招聘や唐人の監視・統制などの役割を果たし、更に直接貿易に携わる者も存在した。宝暦元年（1751年）には唐通事会所が設置された。
明治新政府において外交や中国語教育の分野で活躍した何礼之（が のりゆき）や鄭永寧（てい えいねい）は幕末期の長崎唐通事の出身である。
唐通事及びその子孫は日本の苗字を名乗る場合が多い。代表的なのは漢姓の訓読みや本貫に由来するものである。例としては長崎周辺の林（はやし、林）、頴川（えがわ、陳・葉）、彭城（さかき、劉）、河間（兪）、鉅鹿（おうが、魏）、東海（とうかい、徐）、清河（張）、深見（高）が挙げられ、うち名門とされるのは潁川家、林家と彭城家の三家である。
琉球においては、中国王朝との冊封関係が存在したために、中国系の人々の集落である久米村出身者を通事とし、更に中国の国子監に留学させた。彼らは福州の琉球館に配属されたり（在留通事）、進貢使に随従する都通事などに任じられた他、後には通事出身者が進貢使に任じられる例もあった。

## 唐通事あるいは関係の深い人物
- 高大誦
- 熊代熊斐
- 鄭幹輔
- 何礼之
- 平井希昌
- 小笠原一庵
- 清俗紀聞
- 陽其二
- 上野景範
- 盧高朗
- 彭城貞徳
- 鉅鹿赫太郎